# Bou i cap de vedella
Bou i cap de vedella (Bœuf et tête de veau ) és un oli sobre tela de 92 × 73 cm realitzat per Chaïm Soutine vers l'any 1925 i dipositat al Museu de l'Orangerie de París.

## Context històric i artístic
Soutine semblava estar fascinat pel tema del bestiar mort i pintà entre el 1925 i el 1927 diverses sèries de peces de carn i animals morts. Els seus bous oberts en canal (10 en total durant l'any 1925) s'inspiraven clarament en Rembrandt, de qui havia vist al Museu del Louvre el seu Bou escorxat.
Emil Szttya, amic i biògraf de Soutine, explica un record llunyà de l'artista que porta llum a la seua atracció envers aquests temes:
| « | "... una vegada vaig veure el carnisser tallar-li el coll a una oca i dessagnar-la. Vaig voler cridar però la seua mirada d'alegria em va enfonsar el crit a dins de la gola." Soutine es tocava la gola i continuava: "Aquest crit, encara me'l sento ací. Quan, de nen, feia amb quatre gargots el retrat del meu professor, era d'aquest crit que em volia desempallegar inútilment! Quan vaig pintar el bou escorxat, era de nou aquest crit el que volia alliberar. Encara no ho he aconseguit." | » |

## Descripció
En aquest quadre, Soutine no es preocupa de transcriure amb exactitud els detalls de la peça de carn. L'únic que compta és la força expressiva de la pinzellada. La carn d'un vermell incandescent, símbol de la vida, és lacerada per llargues pinzellades verdes i grogues que anuncien la descomposició imminent. La profunda agitació de la matèria i del color confereix a la carn sanguinolenta i oberta en canal un caràcter abstracte, en contrast amb el tractament del cap de vedella penjat d'un ganxo, a l'esquerra.